# Konzervacija metala
Konzervacija, ili preciznije rečeno konzervacija-restauracija metala označava djelatnost usmjerenu na zaštitu i očuvanje povijesnih (sakralnih, svjetovnih, tehničkih i etnografskih) te arheoloških predmeta izrađenih djelomice ili u cijelosti od metala. U nju su uključena sva djelovanja usmjerena na sprječavanje odnosno usporavanje propadanja predmeta, kao i na poboljšanje dostupnosti i čitljivosti istih predmeta kulturne baštine. Usprkos tomu što metale u pravilu smatramo razmjerno trajnim i stabilnim materijalima, oni u dodiru s okolišem postupno propadaju, neki brže, a neki znatno sporije. Ova činjenica je posebno bitna za arheološke nalaze, kod njih su rečeni procesi trajali i po nekoliko tisuća godina. Od izrazitog značaja za proces konzervacije predmeta je i temeljito, barem minimalno teoretsko, a poželjno i praktično poznavanje uzroka i značajki korozije, te najvažnijih osobina i tehnika obrade metala i njihovih slitina. Nadalje je neophodno i poznavanje osnova povijesnog razvoja umjetničke obrade metala, arheologije, te etnologije i tehnologije. Veliku važnost ima i poznavanje suvremene konzervatorske prakse i teorije, ali i etike, te poznavanje znanstveno zasnovanih metoda istraživanja kao i vještina komuniciranja te organizacije. Danas se ovim odrednicama priključuje i ona vezana uz održivost i tzv. zelene tehnologije.
Predmeti kulturne baštine najčešće su izrađeni od metala i slitina kao što su zlato, srebro, bakar, bronca, mjed, željezo, čelik, COR-TEN čelik, nehrđajući čelik, olovo, kositar, Tvrdi kositar, Britanija metal, cink, aluminij, titanij, novo srebro, krom i nikal. Rjeđi su pak antimon, magnezij, niobij, paladij, platina, rodij, živa, elektrum, tumbaga, bidri, shibuichi, shakudo i crna korintska bronca.[nedostaje izvor]

## Tehnike umjetničke obrade
| Temeljne tehnike obrade metala – kronologija | hladno | vruće | ručno | strojno | najraniji primjeri uporabe                                                                               | posebne napomene        |
| -------------------------------------------- | ------ | ----- | ----- | ------- | --- | ----------------------- |
| Lijevanje                                    |        | X     | X     | X       | više od 5700 godina star postupak                                                                        |                         |
| Kovanje                                      | X      | X     | X     | X       | više od 7000 godina star postupak                                                                        |                         |
| rezanje                                      | X      |       | X     | X       | antički radovi pa sve do 1500.                                                                           | dlijeto, nož ili škare! |
| turpijanje                                   | X      |       | X     | X       | 1200-1000 prije Krista prve brončane turpije                                                             |                         |
| Piljenje                                     | X      |       | X     | X       | zlatarska lučna pilica nije poznata u antici, prvi primjeri oko 1500.                                    |                         |
| bušenje                                      |        |       | X     | X       | najstariji prikaz bušilice na luk u jednoj egipatskoj grobnici, oko 2500. prije Krista [nedostaje izvor] |                         |
| valjanje lima                                | X      | X     | X     | X       | prvi ručni ili vodom pokretani strojevi za valjanje u kasnom 16. i 17. stoljeću                          |                         |
| izvlačenje žice                              | X      | X     | X     | X       | u antici metoda spiralno uvijene trake, ploče za izvlačenje tek sredinom 12. stoljeća.                   |                         |
|                                              |        |       |       |         | |                         |

### Temeljne tehnike
- lijevanje: rastopljeni metal ulijevamo u različite kalupe, najčešće od kamena, gline, posebnog gipsa ili pijeska te metala[5]

- kovanje: razlikujemo 2 osnovne tehnike: kovanje užarenog metala koje se primjenjuje praktično isključivo na željezo, te kovanje na hladno. Prva tehnika zahtijeva poseban alat, dok druga može koristiti i alat za podizanje visoke forme[6]

- izrada lima: do 1496. kada Leonardo da Vinci skicira ručno pokretani stroj za valjanje lima – tzv. valcu, lim se izrađivao isključivo ručnim raskivanjem komada dobivenih lijevanjem (no uporaba se proširila tek u 17. stoljeću!)

- izvlačenje žice: najranije spominjanje ploče za izvlačenje žice polovinom 12. stoljeća (Theophilus).[4] Komad žice provlači se kroz niz sve manjih otvora u kaljenoj čeličnoj ploči. Prije tog razdoblja tanka žica dobivala se iz spiralno uvinutih metalnih traka, deblja se mogla dobiti kovanjem čekićem.[7]

- piljenje: izvodi se ručnom ili električnom pilom[8] Dok su grube pile bile poznate u starom vijeku, fina zlatarska pila nije bila u to doba poznata, nego tek oko 1500. godine...[9]

- rezanje: izvodi se škarama (nožicama) za lim[8] Do uvođenja zlatarske lučne pile fini je lim oblikovan ili rezanjem škarama ili prosijecanjem dlijetom.[10]

- sječenje: izvodi se oštrim dlijetom koje udaramo čekićem[8]

- savijanje: izvodi se različitim kliještima (kod debljeg materijala čekićem na odgovarajućoj podlozi)[8]

- bušenje: izvodi se različitim svrdlima[8]

- turpijanje: izvodi se turpijama različitih finoća i oblika te rotacijskim alatima[8]

- brušenje: izvodi se brusnim papirima ili brusnim kamenjem različitih finoća, ručno ili strojno[8]

- poliranje: izvodi se strojno ili ručno – pomoću komada krpe, kože ili filca te odgovarajućeg abrazivnog sredstva[8]

### Tehnike spajanja
- meko lemljenje: tehnika spajanja pomoću metalne slitine koja ima niže talište od metala koji spajamo – na mjestu spajanja lem se rastopi te po hlađenju čvrsto veže lemljene dijelove.[11] Najčešće se radi o slitini olova i kositra, s time da se danas slitine s olovom koje su razvili Kelti oko 1900. godine prije Krista nadomještaju slitinama kositar srebro.[12]

- tvrdo lemljenje: tehnika identična gore navedenoj, s tim da se radi na temperaturi višoj od 400 °C. Razlikujemo tvrde lemove za srebro, bakar i njegove slitine, zlato, platinu, aluminij te čelik.[11] Postupak se koristi oko 5000-6000 godina.

- reaktivno lemljenje: koristi se isključivo u tehnici granulacije; radi se o mješavini bakrenih soli i organskih veziva. Pri zagrijavanju se na površini lemljenih dijelova stvara slitina nešto nižeg tališta od metala koje spajamo (srebro, zlato, platina).[13] Najraniji primjeri primjene oko 2500. prije Krista.

- zavarivanje: za razliku od lemljenja, kod zavarivanja spoj nastaje rastapanjem samog metala koji spajamo. Razlikujemo elektrolučno zavarivanje, zavarivanje plinskim plamenikom te zavarivanje pomoću laserske zrake i zavarivanje pomoću plazma plamenika.[14] Kovačko zavarivanje željeza počinje se koristiti u srednjem vijeku. Plamenik na acetilen i kisik od 1887., iste godine počinje i korištenje elektrolučnog zavarivanja.[15]

- lijepljenje: koriste se različita ljepila, danas najčešće epoksidna ili cijanoakrilatna.[16]

- mehaničko spajanje: koriste se vijci, zakovice i klinovi, te rubljenje[17]

### Dodatne tehnike obrade
- iskucavanje i cizeliranje: izvodi se posebno oblikovanim dlijetima (tzv. punce) koja udaramo čekićem te tako na metalu koji obrađujemo dobijemo reljefne ili udubljene ukrase. Kod cizeliranja koristimo dlijeta identična onim za iskucavanje, tehnika se koristi ili kao samostalna ili za doradu iskucanih te lijevanih predmeta.

- podizanje visoke forme: tehnika se koristi za izradu zdjela, vrčeva, čaša i vaza. Na posebno oblikovanim nakovnjima radimo uz pomoć odgovarajuće oblikovanih čekića.[8] Može se izvoditi i strojno, tada govorimo o tzv. "drukanju",[18] metalni lim pričvršćen na rotirajuću osovinu pritišćemo pomoću posebno oblikovanih poluga na drveni, metalni ili plastični pozitivni kalup (koji također rotira u istoj osi!).

### Tehnike ukrašavanja površine
- graviranje: posebno oblikovanim dlijetima urezujemo željeni ukras u metal[19]

- nagrizanje: željeni ukras ne dobivamo urezivanjem kao kod graviranja, već nagrizanjem pomoću kisele ili lužnate otopine[20] ili elektrolitskim putem. Suvremenija inačica procesa je fotonagrizanje.

- pozlata i posrebrenje: metalni predmeti mogu se pozlatiti ili posrebriti na tri osnovna načina: 1. metalnim listićima (ili prahom) koje posebnim ljepljivim lakom (mikstion) vežemo za podlogu; ovaj način koristi se prije svega za skulpture većeg formata; 2.pozlatom u vatri, tzv. živina pozlata ili posrebrenje, radi se pomoću slitine žive i zlata (amalgam) koju nanesemo na metal koji potom zagrijemo, pri čemu živa ispari, a sloj zlata ostane vezan za podlogu. Ovaj sloj uglačamo do visokog sjaja te je postupak time gotov. Zbog visoke otrovnosti žive ovaj se postupak danas izvodi vrlo rijetko; 3. Elektrolitska pozlata ili posrebrenje. Ovaj postupak potpuno je istisnuo prethodni (od 1840.). Osim pozlate i posrebrenja elektrolitskim putem možemo predmete i pobakriti, pocinčati, poniklati, pokositriti i kromirati (nabrojani su samo postupci koje se može češće sresti)[21] Osim ovih najčešćih metoda mogu se spomenuiti i tzv Francusko platiranje ,tehnika korištena tijekom 18.stoljeća,na predmete od mjedi koji bi bili zagrijani do pojave plave interferencijske boje nanosilo se srebrne listiće (navodno do 60 slojeva!) koje se zatim ručno poliralo ahatom.[22] Spomenuti treba i tehnike pozlate i posrebrenja (ali i bakrenja ,cinčanja i kositrenja) utrljavanjem te uronjavanjem (ova posljednja razvijena je oko 1836.,no vjerojatno se koristila i ranije).

- filigran: ova tehnika kao izražajno sredstvo koristi isključivo žicu i metalna zrnca. U pravilu se radi u srebru ili zlatu[23]

- emajliranje: tehnika u kojoj metalnu površinu prevlačimo staklenom taljevinom. Kao osnovne tehnike možemo navesti ćelijasti emajl, emajl udubljenih polja, te slikani emajl. Izvodi se na zlatu, srebru, bakru i njegovim slitinama te željezu i čeliku[24]

- nijeliranje: tehnika slična emajliranju; metal prevlačimo smjesom metalnih sulfida crne boje. Izvodi se većinom na zlatu i srebru.

- granulacija: tehnika koja kao izražajno sredstvo koristi sitna metalna zrna, koja se spajaju na podlogu posebnom tehnikom tvrdog lemljenja. Izvodi se u zlatu ili srebru.[25]

- Uglavljivanje dragog kamenja: Jedna od najvažnijih tehnika korištenih u izradi nakita i ukrasnih i eklezijastičkih predmeta. Najjednostavnije varijante su uglavljivanje pomoću metalne trake i uglavljivanje u tzv. krunu.

- tauširanje: tehnika koja koristi umetke od metala različitih boja, najčešće se primjenjuje na oružju, no česta je i na ukrasnim posudama.[25]

- damascirani čelik: tehnika u kojoj se pletenjem spaja više šipki od željeza i čelika, dobiveni svežanj se zatim kovanjem oblikuje u trake na kojima se potom iskucavanjem ili punciranjem stvaraju određeni uzorci. Tako obrađeni materijal zatim se oblikuje u mačeve, noževe ili puščane cijevi, patinira otopinom koja oboji željezo, a čelik ne, te tako stvoreni uzorak postaje vidljiv.[26] Pod damasciranim čelikom podrazumijeva se i jedna vrsta u loncima taljenog čelika (indijski Wootz, ruski Bulat). Vrlo je slična i japanska tehnika mokume gane, u kojoj se umjesto šipki koriste limovi od različito obojenih metala (bakar, srebro, mjed, zlato,shibuichi, shakudo).[27] U Toledu pod damasciranjem se podrazumijeva crno patiniran čelik pozlaćen zlatnim listićima.

- Kemijsko bojenje metala (patiniranje, bruniranje): određenim kemikalijama mijenjamo boju površine metala.[21] Najčešće se primjenjuje na bakru i njegovim slitinama, željezu, te srebru, nešto rjeđe na cinku i kositru.

- elektrokemijsko bojenje: u principu jednako kemijskom, ali je proces ubrzan korištenjem električne struje.

- termičko bojenje: u ovom slučaju boje nastaju zagrijavanjem predmeta na određenu temperaturu; najčešće se primjenjuje na bakar i njegove slitine(Email brun), željezo i čelik te titanij.[25]

- kombiniranje metala s drugim materijalima: metale prije svega kombiniramo s dragim i poludragim kamenjem, drvom, bjelokosti, jantarom, sedefom, kornjačevinom, koraljima, biserjem, kožom, te tkaninama, papirom, keramikom, porculanom, staklom i plastičnim masama.[28]

### Neke novije tehnike
- galvanoplastika: postupak koji se koristi od 1838. godine.[29] Elektrolitskim putem kalup od nekog nevodiča posebnim postupkom učinimo vodljivim (pomoću grafita, metalnog praha, kemijskim postupcima), te ga prevučemo debelim slojem metala (najčešće bakra). U 19. st. korištena je za izradu kopija metalnih predmeta, u drugoj polovini 20. st. počinje se koristiti za izradu umjetničkog nakita.

- fotonagrizanje: prvi ga je koristio J. N. Niepce za izradu prve fotografije 1826., postupak se u izradi nakita koristi negdje od kraja 60-ih godina prošlog stoljeća.[29][30]

- retikulacija: tehnika se koristi od druge polovine 19. stoljeća. Koristi se za stvaranje reljefnih, apstraktno strukturiranih površina. Izvodi se isključivo u zlatu ili srebru.[25]

- anodička oksidacija: prije svega se primjenjuje na aluminij, titanij, tantal i niobij. Kod aluminija se dobiveni sloj može i obojiti organskim bojilima ili anorganskim bojama. U slučaju titanija, tantala i niobija boje nastaju za vrijeme oksidacije (interferencijske boje). U većem se opsegu u izradi umjetničkog nakita, te posuda koristi od otprilike 1970. godine.[28]

- Oblikovanje presavijanjem: Tehnika nastala krajem osamdesetih godina 20. stoljeća.Autor tehnike je engleski zlatar Charles Lewton-Brain.Od 2012. priređuje se i godišnji međunarodni natječaj posvećen ovoj tehnici.

- Metalna glina: Postupak razvijen oko 1990. godine.,danas se na tržištu mogu naći metalne gline na bazi srebra,zlata, bakra i njegovih slitina,te čelika.Predmete oblikujemo direktnim modeliranjem,kao i kod obične kiparske gline.Po sušenju se predmeti peku te potom poliraju i dorade na željeni način.

- Trodimenzionalni ispis: Tehnika je razvijena oko 1984. godine, danas se za izradu nakita i umjetničkih predmeta od metala koristi na 2 načina – bilo za trodimenzionalni ispis modela za lijevanje,bilo za direktni trodimenzionalni ispis u metalu ili nekoj plastičnoj masi.Danas je direktni trodimenzionalni ispis moguć u zlatu ,srebru,bakru i slitinama,te čeliku,aluminiju i titanu.

## Propadanje metala
Temeljni uzrok propadanja metalnih predmeta je korozija odnosno propadanje predmeta zbog međudjelovanja s okolišem. Najutjecajniji čimbenici propadanja povijesnih predmeta su relativna vlažnost i zagađenost zraka dok kod arheoloških objekata najvažniju ulogu ima sastav, dubina, provlaženost i prozračenost tla. Kod predmeta izvađenih iz morske ili slatke vode najznačajniji su čimbenici propadanja količina i sastav topivih soli, dubina vode, količina otopljenih plinova, smjer vodenih struja te uloga mikroskopskih i makroskopskih živih organizama.Ovim uzrocima propadanja možemo pridodati i oštećenja nastala djelovanjem čovjeka (neprimjereno rukovanje ili pohrana) odnosno prirodnim i(ili) ljudskim faktorom izazvanih katastrofa (požar,potres,poplava,rat,terorizam).

### Propadanje metalu pridruženih materijala
Pridruženi materijali propadaju zavisno o porijeklu, odnosno zavisno radi li se o organskim ili anorganskim materijalima. Organski materijali najčešće propadaju u razmjerno kratkom vremenu, prije svega zbog biološke razgradnje, kod anorganskih materijala ovi su procesi znatno duži i složeniji. I ovdje znatnu ulogu ima prozračenost i provlaženost, te sastav i dubina tla, odnosno količina u vodi otopljenih soli i plinova, kao i dubina i smjer strujanja vode u kojoj su se predmeti nalazili.
Česti pridruženi materijali organskoga porijekla su koža, drvo, papir, tkanine, kost, bjelokost, kornjačevina, rožina, jantar, biljna vlakna, školjke, biseri, koralji i gagat. Od anorganskih učestali su drago kamenje te poludrago i ukrasno kamenje, staklo i emajl, keramika i porculan te plastične mase.

### Preventivna konzervacija
Brojni su predmeti kulturne baštine, uključujući i one od metala, osjetljivi na okoliš u kojem se čuvaju, poput temperature, relativne vlažnosti i zagađenosti zraka, te razinu osvjetljenja i ultraljubičastog zračenja. Predmeti moraju biti zaštićeni i čuvani u primjerenim uvjetima. Kao primjer možemo uzeti zaštitu arheoloških predmeta od bakra, te njegovih slitina ili željeza, bez primjerene zaštite od prevelike vlažnosti, odnosno zagađenosti zraka u spremištu u kojem se nalaze propali bi vrlo brzo.
Preventivna konzervacija važan je dio muzejske zaštite i brige za zbirke. Jedna od važnih odgovornosti članova muzejske struke je stvoriti i održavati okoliš povoljan po opstojnost zbirki, bilo u spremištu, bilo tijekom izložbi ili tijekom prijevoza. Muzej je dužan pažljivo i kontinuirano nadzirati stanje zbirki, kako bi se primjereno i na vrijeme moglo odlučiti treba li pojedini predmet podvrgnuti konzervatorsko-restauratorskom zahvatu.
Predmete treba čuvati u prostorima koji su zaštićeni od zagađenog zraka, prašine, ultraljubičastog zračenja, te prevelike relativne vlažnosti zraka – znači kao idealne vrijednosti mogli bi uzeti temperaturu od 16-20 °C (za kositar ne manje od 13,2 C!), te do 40 % relativne vlažnosti zraka (35 – 55 % u skladu s najnovijim preporukama Canadian Conservation Institute-a), uz napomenu da ako se radi o predmetima kod kojih je metal kombiniran s organskim materijalima relativna vlažnost zraka ne bi trebala biti ispod 40 – 45 %. Najosjetljiviji su na djelovanje nepovoljnih uvjeta arheološki predmeti, njih moramo čuvati u prostorima (ili posudama) s vrlo niskom relativnom vlagom, a u slučaju posebno vrijednih predmeta u komorama s dušikom – tu se možemo pridržavati prije spomenute vrijednosti temperature, te kod predmeta s aktivnom korozijom na bakru ili slitinama do 35 % rH, odnosno kod željeza do 12 % rH. Police u čuvaonici najbolje da su od nehrđajućeg čelika ili plastike, s time da moramo izbjegavati plastične mase koje sadrže klor ili acetate. Drvo, te materijale od modificirane drvne mase najbolje je izbjegavati. Također ne koristiti gumu, niti filc i vunu od tekstilnih materijala. Razina rasvjete do 300 luxa u slučaju isključivo metalnih predmeta, kod predmeta od lakiranog ili obojenog metala do 150 lux-a, u slučaju predmeta kod kojih je metal kombiniran sa svijetloosjetljivim materijalom do 50 luxa.
Kod rukovanja s predmetima obavezno koristiti čiste bijele pamučne rukavice

## Planiranje konzervatorsko-restauratorskog zahvata

### Temeljne postavke
Kao i kod konzervatorsko restauratorskih zahvata na drugim materijalima i ovdje su temeljne postavke zahvata zasnovane na što kvalitetnijem i što opsežnijem očuvanju kulturno-povijesno-tehnološkog identiteta predmeta, znači na minimalnoj intervenciji, te poželjnoj reverzibilnosti i ponovljivosti zahvata, kao i obaveznoj mogućnosti identifikacije obnovljenih dijelova. U posljednje vrijeme na važnosti dobiva i netoksična priroda primijenjenih materijala i postupaka, i to kako u odnosu na predmete tako i u odnosu na restauratora kao izvođača, ali i na okoliš u kojem se radovi odvijaju.

### Istraživanja
Danas su istraživanja integralni dio konzervatorskog tretmana metalnih predmeta kulturne baštine, barem u visoko razvijenim zemljama, kod nas su ona većinom još uvijek izuzetak, a ne pravilo, posebice se ovo odnosi na naše muzeje od kojih niti jedan koji sakuplja umjetničke, te tehničke, arheološke i etnografske predmete ne posjeduje istraživačku opremu, a ni potrebno osoblje (izuzetak je arheološki muzej u Zagrebu, koji je nabavio elektronski mikroskop).

#### Identifikacija metala i slitina
- Jednostavne metode – promatranje, spot testovi, specifična težina
- Znanstvene metode – XRF, XRD, PIXE, LIBS, SEM/EDX, elektrokemijske tehnike, metalografija

#### Identifikacija korozijskih procesa i produkata
- Jednostavne metode – promatranje, spot testovi, Oddy proba
- Znanstvene metode – XRD, SEM/EDX, metalografija, raman spektroskopija, elektrokemijske tehnike

#### Identifikacija metalu pridruženih materijala
- Jednostavne metode – promatranje, spot testovi, specifična težina
- Znanstvene metode – XRF, kromatografija, raman spektroskopija

#### Identifikacija tehnologije korištene za izradu predmeta
- Jednostavne metode – promatranje
- Znanstvene metode – metalografija, gamagrafija, tomografija

### Donošenje odluka i promišljanje o kratkoročnim i dugoročnim posljedicama zahvata
Kod izrade strategije zahvata najvažnija je uloga interdisciplinarnog pristupa istom, što podrazumijeva učešće što većeg broja stručnjaka: kustosa, arheologa, povjesničara, povjesničara umjetnosti, znanstvenika koji se bavi problemom korozije metalnih predmeta kulturne baštine i samog konzervatora restauratora.

### Dokumentacija
Sustavno i kvalitetno vođena dokumentacija se danas podrazumijeva kao bitan preduvjet kvalitetno provedenog konzervatorsko restauratorskog tretmana, a uključuje dokumentiranje stanja predmeta prije, tijekom i nakon zahvata, i obavezno navođenje svih materijala i postupaka korištenih pri radu, kao i rezultate eventualnih znanstvenih ispitivanja provedenih na predmetu. Sastavni dio dokumentacije mora biti i preporuka za daljnje čuvanje predmeta.

### Etika i etički problemi vezani uz konzervaciju metala
Etički koncept konzervacije metalnih predmeta u principu je jednak onima u drugim poljima djelovanja konzervatora restauratora kulturne baštine poput etičkog kodeksa Europske konfederacije konzervatorsko restauratorskih udruga ECCO.
Postoji i nekoliko posebnih problema koji se susreću samo u konzervaciji metala, to su problem zabrane termičkog tretiranja arheoloških predmeta, te problem radikalne obnove povijesnih, najčešće tehničkih, ili uz arhitekturu vezanih predmeta.
Dok je u prvom slučaju problem prije svega u uništenju vrijednih znanstvenih podataka, kod tehničkih, uz arhitekturu vezanih, te nešto rjeđe i povijesnih predmeta bit problema je što radikalno obnovljeni predmeti samo oponašaju izvorni izgled objekta, te su u neku ruku krivotvorine, ili uspješne patvorine koje tek površno žele nadoknaditi davno izgubljen ili nikada postojeći izgled samog predmeta. Uvijek kada je to moguće kod tehničkih predmeta ima prednost očuvanje stvarne povijesne tvari, i isto mora biti pretpostavljeno temeljito dokumentiranom i tehnički stručno provedenom obnavljanju, koje vodi do svježe obojenog surogata autentičnog povijesnog predmeta.
Etički problem konzervacije sakralnih predmeta je i konzervator koji nije vjernik vjere u čijem se bogoslužju predmeti koriste ili su bili korišteni. Dok neke religije ovo ne smatraju problemom, u nekima se spomenuti etički sukob tumači svetogrđem ili u najmanju ruku nepoželjnim.

## Osnovne vrste zahvata

### Čišćenje
Najjednostavniji i najčešći zahvati na predmetima su mehaničko, kemijsko, elektrokemijsko, ultrazvučno, plazma čišćenje, te lasersko čišćenje. Sva su usmjerena na uklanjanje nečistoće i korozijskih slojeva. Kod arheoloških nalaza čisti se isključivo mehanički, do sloja patine nastalog po napuštanju predmeta (tzv. izvorne površine).Kod kemijskog  čišćenja danas se sve  više  preporučuje i korištenje želiranih otopina odnosno pjene ( ova  posljednja  prije svega na obojenom kovanom željezu ).

#### Čišćenje predmeta od zlata
Za tanki korozijski sloj na povijesnim predmetima može se koristiti 10 % otopina korijena biljke sapunike (Saponaria Officinalis) ili kašica od taložene krede i vode. Od čisto kemijskih otopina koristi se kisela otopina tiouree 8-10 % (kancerogena tvar!!!) i 30 % otopina natrijeva tiosulfata, ili 15 % otopina amonijeva tiosulfata. Moguće je i elektrolitsko i ultrazvučno čišćenje. Arheološki materijal čisti se isključivo mehanički.

#### Čišćenje predmeta od srebra
Na povijesnim predmetima koristi se prije svega mehaničko i kemijsko čišćenje, no može se koristiti i elektrolitsko, ultrazvučno, plazma i lasersko čišćenje. Arheološki materijal čisti se isključivo mehanički,no za uklanjanje srebrnog klorida istaloženog na pozlaćenim srebrnim predmetima može se koristiti topla 10 % otopina sulfanilne kiseline,odnosno zasićena otopina kalijevog,natrijevog ili amonijevog rodanida. Najčešća sredstava za uklanjaje sulfida na povijesnim predmetima su kisela 8-10 % otopina tiouree (kancerogena tvar – stoga se uporaba iste više ne preporučuje!), 30 % otopina natrijeva tiosulfata, 15 % otopina amonijeva tiosulfata, te kašica od taložene krede i vode.
Vrlo tanki korozijski slojevi na povijesnim predmetima uklanjaju se i svježe pripremljenom 10 % otopinom biljke sapunike (Saponaria officinalis).
Otopina tiosulfata i otopina tiouree (kancerogena tvar!) se mogu koristiti i za ultrazvučno čišćenje. Možemo spomenuti i PLECO elektrolitski uređaj za čišćenje srebra, razvijen u Švicarskoj, koji predstavlja Open Source konzervatorski alat, sve upute za izradu uređaja javno su dostupne.

#### Čišćenje predmeta od bakra i njegovih slitina
Kod povijesnih predmeta koriste se uglavnom mehaničko i kemijsko čišćenje(amonij citrat, EDTA, kalij natrij tartarat, alkalna otopina glicerola), a može se koristiti i ultrazvučno (10 g vodenog stakla, 4 g kalcinirane sode, 6 g trinatrij fosfata, 1 l vode, 40 do 60 C, do 120 sekunda), elektrolitsko, plazma, te čišćenje laserom. Otopina amonijevog citrata (pH 9/5 %) i EDTA otopina koriste se i pri ultrazvučnom čišćenju. Patinirani predmeti čiste se samo vodom ili mješavinom jestivog ulja i alkohola ili benzina (3 dijela ulja + 1 dio alkohola ili benzina), odnosno 10 % otopinom korijena biljke sapunike. Arheološki materijal u principu čistimo isključivo mehanički,uz napomenu da korozione produkte istaložene na zlatnim umetcima ili pozlati se mogu ukloniti razrijeđenom sulfanilnom kiselinom ili Archeoplex pastom (5% Edta, 70% dest. voda, 15% Aerosil (kao uguščivač), 15% etil Alkohol i 5% mravlja kiselina). 
/

#### Čišćenje predmeta od željeza i čelika
Kod povijesnih predmeta najčešće se mogu koristiti otopina fosforne kiseline (5 – 15 %), amonijev citrat (pH 3,5/5 %), te gel polimetakrilne kiseline(10%, pH 4,5 – 5,5). Kod bruniranih ili plavljenih predmeta ne koriste se kemijska sredstva nego petrolej i mješavina petroleja i parafina (1 l petroleja + 20 g parafina.) Moguće je i čišćenje ultrazvukom, elektrolizom, plazmom ili laserom. Arheološki predmeti se u principu čiste isključivo mehanički.

#### Čišćenje predmeta od kositra
Povijesne predmete čisti se ili kemijski ili mehanički pomoću kaše od taložene krede te vode, a vrlo tanke korozione slojeve možemo čistiti i pomoću svježe biljke preslice (Eqisetum Arvense). Od kemijskih otopina najčešće se može koristiti 5 % otopina solne kiseline(uz dodatak korozionog inhibitora), te 15% otopina trinatrij fosfata. Elektrolitsko i ultrazvučno čišćenje također su neke od mogućnosti. Arheološke predmete čistimo isključivo mehanički.

#### Čišćenje predmeta od olova
Od kemijskih otopina koriste se 5% otopinu solne kiseline, u kombinaciji s otopinom amonijeva acetata(10%). 4 % otopina EDTA također se koristi (ph 5,5).Kako se radi o vrlo mekom metalu mehaničko čišćenje se ne preporučuje. Također se rado koriste i elektrolitičke metode, kako za čišćenje tako i za tzv učvršćujuću redukciju.

#### Čišćenje predmeta od cinka
Od kemijskih otopina može se koristiti 5% otopinu sumporne kiseline, te 5% otopinu EDTA(pH7). Od 5 do 30 % otopina amonijevog tartarata i 10% vruća otopina amonijevog klorida su također neke od opcija. Kako je cink vrlo osjetljiv na koroziju po čišćenju kiselim otopinama obavezno neutralizirati u 5% otopini sode bikarbone.

#### Čišćenje predmeta od aluminija
Čisto mehaničko čišćenje se izbjegava. Može se koristiti 10% otopinu biljke sapunike. Koristi bi se mogla i 5 % otopina amonijeva citrata (pH 7).
Također se mogu koristiti i elektrolitske metode, kao i ultrazvuk (10 gr vodenog stakla, 10 gr kalcinirane sode,1 lit vode,40 do 60 C, do 120 sec.), te lasersko čišćenje. Kod predmeta od aluminija je vrlo važno znati je li predmet anodički ili kemijski oksidiran ili fosfatiran,odnosno kromatiran, te o ovome ovisi tijek i način čišćenja.

#### Čišćenje predmeta od titanija
Može se koristiti otopina od 100 – 250 gr limunske kiseline u litri vrele vode (90 C).

#### Čišćenje predmeta od magnezija
Može se koristiti otopinu od 30 gr natrijeva karbonata,30 gr trinatrijeva fosfata,1 gr sintetskog sapuna i jedne litre destilirane vode, pH 11,80-95 C, trajanje 3- 20 minuta.

#### Čišćenje kromiranih predmeta
Može se koristiti 2-10 % otopinu od 47,5 gr natrijeva glukonata,47,5 gr limunske kiseline i 4,9 gr vinske kiseline te 0,1 gr neionskog detergenta.

#### Čišćenje poniklanih predmeta
Može se koristiti 2-10 % otopinu od 47,5 gr natrijeva glukonata,47,5 gr limunske kiseline i 4,9 gr vinske kiseline, te 0,1 gr neionskog deteregenta.

### Strukturalna konsolidacija
Ovaj je zahvat usmjeren ka jačanju fizičke strukture predmeta, te ispravljanju oblika samog predmeta, bilo da je isti izmijenjen samo mehaničkim ili i drugim uzrocima. Nekada uobičajeno i rutinski izvođeno tvrdo ili meko lemljenje, znači u biti zanatski postupak koji se koristio kod izrade predmeta, možemo koristiti samo ako je zaista neophodno, jer isto predstavlja izrazito invazivan, ireverzibilan i po povijesni integritet predmeta destruktivan postupak – uprkos dobivanja "lijepog" izloška ,odnosno predmeta koji se i dalje može koristiti treba se zapitati što tretirani predmet po takovom zahvatu postaje,i može li ga se i dalje uopće smatrati izvornim) primjenjiv samo na predmete koji se i dalje koriste (i u tom slučaju uz veliku upitnost opravdanosti ovog postupka), a nikako ne na muzejske predmete. Bilo kakova termička obrada arheološkog materijala je apsolutno isključena!

#### Metode spajanja
- mehaničko spajanje (zakovice, vijci, preklapanje, klinovi)
- meko lemljenje
- tvrdo lemljenje
- zavarivanje(elektrolučno, WIG, točkasto, lasersko, plazma)
- ljepljenje (s ili bez ojačanja)

#### Metode korekcije oblika
- ravnanje ulubljenja i sličnih oštećenja
- ispravljanje savijenih dijelova

#### Rekonstrukcije
- Rekonstrukcije od materijala istovjetnog izvorniku
- Rekonstrukcije od neizvornog materijala
- Trodimenzionalni ispis[58][59][60][61]

### Obnova nedostajućih dijelova, odnosno površinske dekoracije
U određenim slučajevima konzervator metala mora nanovo izraditi izgubljene dijelove predmeta odnosno obnoviti izvorno postojeću površinsku dekoraciju. Ovome se pristupa isključivo u precizno određenim slučajevima, samo i jedino ako posjedujemo egzaktnu dokumentaciju odnosno fotografije predmeta u cjelovitom, trenutačno nepostojećem stanju koje želimo vratiti.
Novoizrađeni dijelovi moraju biti jasno i vidljivo označeni, te ih se mora barem minimalno razlikovati u odnosu na povijesno izvornu materiju objekta.
Kod obnove prevlaka prevlaku obnoviti samo na istrošenim mjestima, nikako uz primjenu potpunog uklanjanja stare istrošene prevlake.Kod dubljih oštećenja podloge danas se preporučuje korištenje reverzibilnog elektrovodljivog kita na bazi grafitnog praha.
U slučaju potrebe spomenuti moraju biti lako i u potpunosti uklonjivi s predmeta, i to isključivo metodama koje ni u najmanjoj mjeri neće naštetiti samom predmetu.

#### Obnova pozlate
Pozlaćene se površine u konzervaciji restauraciji mogu obnoviti postupcima utrljavanja, uranjanja, te klasičnim elektrolitskim putem. Prednost pri ovom radu imaju isključivo necijanidni, dakle neotrovni postupci (npr.ferocijanidni/poznat već 1841./, fosfatni i tiosulfatni elektroliti bili su poznati još 1843.godine). Obnova amalgamske pozlate se nikako ne preporučuje, pošto je ista tehnika izrazito štetna po zdravlje i okoliš. Kao opcija u obzir dolaze i zlatni listići, te prah.

#### Obnova posrebrenja
Posrebrene se površine u konzervaciji restauraciji mogu obnoviti postupcima utrljavanja, uranjanja, te klasičnim elektrolitskim putem. Prednost pri ovom radu imaju isključivo necijanidni, dakle neotrovni postupci (npr.ferocijanidni i tiosulfatni elektroliti bili su poznati već 1843.). Obnova amalgamskog posrebrenja se nikako ne preporučuje, pošto je ista tehnika izrazito štetna po zdravlje i okoliš. Kao opcija u obzir dolaze i srebrni listići, te prah.

#### Obnova pokositrenih površina
Mogu se koristiti postupci dobivanja prevlake utrljavanjem, uranjanjem, ili elektrolitskim putem, s time da prednost imaju oni necijanidni, dakle neotrovni.

#### Obnova pocinčanih površina
Mogu se koristiti postupci dobivanja prevlake utrljavanjem, uranjanjem, ili elektrolitskim putem, s time da prednost imaju oni necijanidni, dakle neotrovni.

#### Obnova poniklanih površina
Mogu se koristiti postupci dobivanja prevlake utrljavanjem, uranjanjem, ili elektrolitskim putem. Eventualno bi se mogle koristiti i posebne boje za imitiranje kromne prevlake, uz primjenu toniranog laka u drugoj fazi postupka.
Također mogle bi se koristiti i samoljepljive metalne folije koje se koriste u modelarstvu (Bare-Metal Foil).

#### Obnova kromiranih površina
Kako je standardni postupak kromiranja baziran na spojevima štetnim po ljudsko zdravlje i okoliš, obnova kromiranih površina se stoga ne može preporučiti. Dodatni razlog protiv primjene istog je i to što nove prevlake ne prianjaju dobro na stare, te bi za kvalitetnu prevlaku trebalo potpuno ukloniti staru, izvornu prevlaku. Danas se mogu nabaviti i posebne boje koje relativno dobro imitiranju kromiranje te bi njihova primjena bila jedna od realnih opcija obnove ovih površina.
Također mogle bi se koristiti i samoljepljive metalne folije koje se koriste u modelarstvu (Bare-Metal Foil).

### Stabilizacija
Usmjerena je na što kvalitetnije usporavanje propadanja predmeta, kod arheoloških predmeta najčešće se radi o što temeljitijem uklanjanju klorida, te blokiranju djelovanja istih, kod povijesnih predmeta usmjerena je na korištenje korozijskih inhibitora i konverzijskih prevlaka.

#### Uklanjanje klorida na bakru i njegovim slitinama
Za uklanjanje klorida s predmeta od bakra i njegovih slitina, odnosno sprječavanje tzv. bolesti bronce može se spomenuti ispiranje natrijevim seskvikarbonatom i elektrolitička metoda.

#### Uklanjanje klorida na željezu
Najraširenija je metoda obrade u alkalnoj otopini natrijeva sulfita, te korištenje alkalne otopine u kombinaciji s tretmanom dietilaminom. Također se koristi elektrolitička metoda.
Kao vrlo perspektivan postupak može se spomenuti i korištenje subkritičkih tekućina(0,5% NaOH,40 Atm./180 C).

#### Uklanjanje klorida na aluminiju
Može se koristiti otopina amonijaka/amonijevog sulfata, te elektrolitičko uklanjanje klorida

#### Stabilizacija bakra i njegovih slitina
Danas se najviše koristi stabilizacija benzotriazolom(sumnja se da je kancerogen, u zemljama EU deklarira se kao štetan po zdravlje!), ruska literatura spominje i mogućnost korištenja amonijevog sulfida, te alkalne taninske otopine. U novije vrijeme ispitan je i 4 metil imidazol, te ga se može koristiti kao manje toksičnu zamjenu za benzotriazol. Radi se i na istraživanjima inhibitora baziranih na biljnim ekstraktima (inhibitor na bazi ekstrakta duhana patentiran je još 1994., ispitivan je i ekstrakt sjemena opuncije, te ekstrakt kadulje).
Ruska literatura spominje i mogućnost korištenja N2N-heksametilenbenzamida, te aminoalkilsilikona. Radi se i na razvoju biološke metode stabilizacije klorida na bakru i njegovim slitinama.

#### Stabilizacija željeza
Najčešće se koristi otopina tanina -tzv. pretvarač hrđe, te fosfatiranje. Tanin se koristi i na arheološkom materijalu, fosfatiranje samo na povijesnim predmetima. Mogu se koristiti i mješavine tanina i fosforne kiseline, i to također samo na povijesnim predmetima. Ispitivane su i otopine na bazi karboksilata, prije svega za korištenje na povijesnim predmetima. Ispituju se i mogućnosti stabilizacije korodiranog željeza pomoću bioloških metoda.

#### Stabilizacija cinka
Može se koristiti 3 % otopina benzotriazola (sumnja se da je kancerogen!), te fosfatiranje i modificirana taninska otopina.

#### Stabilizacija aluminija
Moguće je korištenje tanina, te fosfatiranje.

#### Stabilizacija srebra
Može se koristiti benzotriazol, no uz oprez, isti se sumnjiči za kancerogenost. Kao manje toksična zamjena danas se preporučuje 2 merkaptobenzotiazol
Ruska literatura spominje i mogućnost korištenja N2N-heksametilenbenzamida, te aminoalkilsilikona.
Relativno jednostavan i neotrovan inhibitor korozije srebra je i klorofil, te se i njegovo korištenje može preporučiti.

#### Stabilizacija olova
U fazi ispitivanja je metoda bazirana na korištenju karboksilata.

### Zaštita
Još uvijek najčeći je vid zaštite lakiranje predmeta, nešto se rjeđe koriste voštani i uljni premazi, ovi posljednji prije svega na oružju i tehničkim predmetima, u pravilu podupire i dopunjava postupke stabilizacije.

#### Lakovi
- Paraloid B-72 – jedna od u konzervaciji slika, ali i metala do danas najčešće korištenih akrilnih smola, po sastavu etil metakrilat metil akrilat kopolimer. Ugušćena otopina može se koristiti kao ljepilo za arheološku keramiku i staklo. Vrlo trajan i ne žuti, izvrsne reverzibilnosti.[86] Otapa se u acetonu, toluenu, ksilenu, Shell Cyclo Sol® 100/Shell Cyclo Sol® 53, Arcosolv® PM/1-Methoxy-2-propanolu, metil etil ketonu, etanolu, ugljičnom tetrakloridu.
- Paraloid B-67 – akrilna smola, po sastavu polimer izobutil metakrilata.[87] Češće se koristi na slikama. Blago žuti starenjem. Također se može koristiti i kao ljepilo za arheološko staklo i keramiku. Topiv u acetonu, toluenu, ksilenu, etil acetatu, metil etil ketonu, metilen kloridu, Shell Cyclo Sol® 100/Shell Cyclo Sol® 53, Arcosolv® PM/1-Methoxy-2-propanolu.
- Paraloid B-44 – akrilna smola, po sastavu etil akrilat i metil metakrilat kopolimer.[88] Topiv u acetonu, toluenu i ksilenu. Sastavni dio Incralac laka za bakar i slitine.
- Paraloid B-48 N – akrilna smola, po sastavu butil akrilat i metil metakrilat kopolimer.[89] Topiv u acetonu, toluenu i ksilenu, te metil etil ketonu. Posebno dobar na metalima, no manje reverzibilnosti.
- Incralac – je poseban patentirani lak za bakar i slitine.[90] Po sastavu Paraloid B 44 otopljen u toluenu, uz dodatak plastifikatora, te benzotriazola – korozionog inhibitora za bakar. Dugo se koristi za zaštitu brončanih skulptura, sam ili u kombinaciji sa slojem voska. Trajnost prevlake u vanjskim uvjetima do 2 godine (5 po proizvođaču). Danas je u prodaji i vodom razrijediva verzija.
- Nitro lak – ova vrsta lakova se u zaštiti metalnih predmeta koristi od kraja 19. stoljeća.[91] U konzervaciji metalnih predmeta danas se još uvijek koriste samo na srebru, i to isključivo vrste proizvedene posebno za tu svrhu (engleski Frigilene, američki Agateen #27, njemački Perlitol Re 1260).
- ORMOCER – najnovija vrsta lakova koji se koriste u konzervaciji metala, na osnovi heteropolisiloksana, razvijen od strane njemačkog Fraunhoferovog instituta za istraživanje silikata. Još uvijek u fazi ispitivanja.[92]

Zanimljivo je da je ruska literatura preporučala korištenje lakova na bazi silikona i silana, kao i njihovih mješavina s akrilnim ili polivinil butiral lakovima još oko 1990.
- Ostali korišteni lakovi ili lakovi koje bi bilo vrijedno ispitati :

Pantarol A (njemački proizvod), korištenje ovog laka spominje se u njemačkoj literaturi, po proizvođaču specijalni akrilni lak za zaštitu metala
Everbrite ProtectaClear Coating, te Everbrite Coating – ove bi prevlake bilo vrijedno ispitati po pitanju primjenjivosti u konzervaciji metala, po proizvođaču proizvod je lako uklonjiv s tretiranih predmeta

Navodno se kao lak mogu koristiti i otopine ABS plastičnih masa.
Permalac(američki proizvod)
Treba spomenuti i da se danas (2021.) na tržištu EU i SAD može naći i nekoliko prevlaka na nanotehnološkoj osnovi(npr. 
Sambol Silber-Anlaufschutz NANO – ATP 100, te američki NanoTech Metal Coating).Iste bi također bilo vrijedno ispitati po pitanju primjenjivosti u konzerviranju restauriranju metala(iste su namijenjene potpuno čistom metalu, bez patine ili oksida, pa je stoga njihova uporabivost upitna !).

#### Voskovi
- Renaissance Wax – još uvijek dosta korišten patentirani vosak, na osnovi mikrovoska Cosmolloid 80 H i polietilen voska otopljenih u white spiritu. Koristi se i na metalima, preporučuje se i korištenje u kombinaciji s osnovnim slojem laka.[101]
- Cosmolloid 80 H – rafinirani bijeli mikrovosak, sastavni dio Renaissance Wax-a, no može se koristiti i samostalno, te za pripravu vlastitih mješavina. Koristi se i na povijesnim i na arheološkim metalnim predmetima. Topiv u eteričnim uljima, terpentinu, benzolu, white spiritu.
- TeCero Wachs 30410 – njemački mikrokristalni vosak[102] Može se koristiti i TeCero voskove 30201 i 30222, bilo samostalno bilo u mješavini s prvospomenutim.[103]

- Dinitrol 4010 – patentirani proizvod, po deklaraciji štiti metale, izdrži temperaturu do 200 C.[104] Po nekim novijim istraživanjima znatno bolji od prethodnih, te Paraloida B 72.[105]

- Poligen ES 91009, patentirana voštana emulzija(BASF), nije toksičan, suši za 24 sata, po novijim istraživanjima bolji od Paraloda B 72.Nije podoban za bakar i slitine.[106]

#### Ulja
- Ballistol[107]
- WD 40[108]
- Mješavina 20 dijelova ribljeg ulja i 80 dijelova white spirita[109]

#### Kombinacije
osnovni sloj Paraloid B 72 + drugi sloj Renaissance Wax itd.

## Izrada kopija
- kopije u izvorno korištenoj tehnologiji
- kopije izvedene u tehnici galvanoplastike
- kopije od polimernih materijala
- Trodimenzionalni ispis[110][111]

## Specijalnosti unutar profesije
- konzerviranje restauriranje predmeta od plemenitih metala
- konzerviranje restauriranje predmeta umjetničkog obrta
- konzerviranje restauriranje metalne skulpture
- konzerviranje restauriranje tehničkih predmeta
- konzerviranje restauriranje arheološkog metala
- konzerviranje restauriranje etnografskih predmeta
- konzerviranje restauriranje metala vezanog za arhitekturu
- konzerviranje restauriranje hladnog i vatrenog oružja, te oklopa

## Povijest
Drevne civilizacije koristile su sedam metala: željezo, kositar, olovo, bakar, živu, srebro i zlato za ukrasne predmete, vjerske artefakte i oružje. Čak je i na arheološkm nalazima vidljivo da su predmeti održavani u što je bolje mogućem stanju, bilo u estetskom bilo u strukturalnom smislu.[nedostaje izvor] Ova je djelatnost zadobila interes znanstvenika u 19. stoljeću.

### Značajne osobe
- Gustav Rosenberg (1878. – 1941.), bio je konzervator danskog nacionalnog muzeja u Kopenhagenu, značajan je i njegov doprinos konzervaciji metala. Jedan je od onih koji su prakticirali uvelike osporavanu termičku obradu željeznih arheoloških predmeta (ovu metodu nisu koristili samo u Danskoj već i u Njemačkoj/Schmidt, Blell/ i Rusiji/Kononov/), koristio je i elektrolitsku redukciju. Jedan od prvih koji govori o tzv. originalnoj površini arheoloških metalnih predmeta. Bavio se i konzervacijom arheoloških predmeta od drveta i tekstila. Značajno je njegovo djelo Antiquités en fer et en bronze : leur transformation dans la terre contenant de l'acide carbonique et des chlorures et leur conservation , objavljeno 1917.u Kopenhagenu.
- William Matthew Flinders Petrie(1853. – 1942.), bio je ugledan egiptolog, osnivač prve egiptološke katedre u Engleskoj, te jedan od prvih arheologa koji su se sustavno bavili i problemom konzervacije predmeta.[112] Bio je svjestan da su za propadanje predmeta najznačajnji kloridi.
- Friedrich Rathgen (1862. – 1942.), bio je prvi kemičar zaposlen u jednom muzeju(1888. Kraljevski muzeji u Berlinu).Danas ga se smatra utemeljiteljem suvremenog znanstveno utemeljenog pristupa konzervaciji muzejskih i arheoloških predmeta. Godine 1898.izdao svoju knjigu Die Konservierung von Altertumsfunden, prvu knjigu u cijelosti posvećenu području konzervacije umjetnina. Knjiga je 1905.prevedena i na engleski jezik.[113] Već u ono vrijeme znao za pogubni utjecaj klorida na koroziju željeznih i brončanih arheoloških nalaza, zalagao se i za korištenje mehaničkog čišćenja kao najsigurnijeg postupka, u drugom izdanju svog priručnika 1924. ogradio se od radikalnog uklanjanja korozionih produkata s arheoloških predmeta, originalnu površinu zvao je plemenitom patinom.
- Alexander Scott(1853. – 1947.), osnivač odjela za konzervatorska istraživanja Britanskog muzeja u Londonu 1920.Značajan po svoja 3 izvještaja o onovremenoj praksi konzerviranja i restauriranja umjetnina The Cleaning and Restoration of Museum Exhibits(1921.,1923.,1926.).Prvi koristio natrijev seskvikarbonat za ispiranje arheoloških metalnih predmeta.
- Harold Plenderleith(1898. – 1997.) škotski kemičar, od 1924 zaposlenik odjela za konzervatorska istraživanja Britanskog muzeja u Londonu. Najpoznatiji po svojoj utjecajnoj knjizi The Conservation of Antiquities and Works of Art objavljenoj 1956.[114] Bio je jedan od suosnivača prestižnog IIC-a, te prvi ravnatelj ICCROM-a.
- Mstislav Vladimirovič Farmakovskij(1873. – 1946.), ruski arheolog, slikar, likovni kritičar te stručnjak za konzervaciju i restauraciju umjetnina. Godine 1947. postumno je u Moskvi objavljena njegova knjiga Konservacija i restavracija muzeinih kolekcij".Za konzervaciju metala značajan po svom redaktorskom radu na knjizi Očerki po metodike tehnologičeskog issledovanija restavracii i konservacii drevnih metaličeskih izdelij, objavljenoj 1935. u Moskvi,u biti prvoj knjizi u svijetu koja je u cijelosti bila posvećena konzervaciji metala.Knjiga spominje mogućnost korištenja pjeskarenja za čišćenje željeznih predmeta,zalaže se za zamjenu nitro i acetil celuloznih lakova smolnim lakovima,preporuča korištenje rendgenskih snimaka.
- Albert France-Lanord (1915. – 1993.), član utemeljitelj Laboratorie d archeologie des metaux,u Nancy-u.Značajan po doprinosu definiranja originalne površine kod arheoloških metalnih predmeta..Autor većeg broja djela posvećenih konzervaciji metala,važniji su mu sljedeći naslovi: La conservation des antiquites metalliques(1962), La restauration et la conservation de grands objets de bronze(1963),Problemes particuliers poses par la corrosion des metaux archeologiques(1974),Intervention des scientifiques dans l'etude et la conservation des objets metalliques anciens (1979).
- Hanna Jedrzejewska(1906. – 2002.), poljska kemičarka,1957.osnovala je kemijski laboratorij pri nacionalnom muzeju u Varšavi. Bila je jedna od prvih osoba koje su kritizirale neselektivnu primjenu elektrokemijskog i kemijskog čišćenja metalnih predmeta. Također jedna od prvih koja se sustavnije bavila problemom etike u konzervaciji.[115]
- Robert M. Organ (1915. – 2011.), fizičar po struci, od 1951. radio u British Museumu. Od 1965. radi u Royal Ontario Museumu. Značajno je njegovo djelo “Design for the Scientific Conservation of Antiquities”, publicirano 1968. godine. Predavao i na ICCROM- ovim tečajevima posvećenim znanstveno utemeljenoj konzervaciji predmeta.
- Joachim Szvetnik (1927. – 1988.), mađarski restaurator metala, praktično nepoznat izvan Mađarske. Od 1957. – 1987. radio kao restaurator Muzeja primijenjene umjetnosti u Budimpešti. Vrlo je značajan njegov rad na predmetima iz zbirke Esterhazy, no kako nema javno dostupne detaljne dokumentacije ovih zahvata upitan je pristup koji je korišten, odnosno da li se radi o prerestauriranim odnosno u biti drastično renoviranim predmetima. Jedan od pokretača školovanja konzervatora metala u Mađarskoj, još početkom sedamdesetih godina prošlog stoljeća (1974.).[116][117]
- Otto Nedbal(1903 – 1990.), austrijski konzervator restaurator metala, pokretač studija konzervacije metala na Visokoj školi za primijenjenu umjetnost u Beču 1964. godine. Njegov nesumnjivo najznačajniji rad je konzervacija restauracija Verdunskog oltara.[118]
- Hermann Born, važan zbog svoje knjige posvećene konzervaciji antičkog brončanog oružja. Radi kao vodeći restaurator Berlinskih muzeja.

## Školovanje u Hrvatskoj
- Umjetnička Akademija u Splitu, konzerviranje restauriranje metala predaje se na prvoj i drugoj godini od 1997.godine, a od 2011. pokrenut je i petogodišnji studij konzervacije restauracije metala.[119] Treba naglasiti da su konzervaciju restauraciju metala niz godina tamo predavale osobe (i trenutačno opet predaju – dobre lokalne veze kao temeljni kriterij) koje to nikako ne bi mogle u nekoj visoko ili srednje razvijenoj europskoj zemlji, uz izuzetak razdoblja od nepune 3 godine koliko je na studiju predavala Mr. Art Valentina Ljubić Tobisch, restauratorica školovana na bečkom Univerzitetu za primijenjenu umjetnost (na ovoj instituciji je i doktorirala 2019.), inače bivša voditeljica restauratorske radionice Tehničkog muzeja u Beču (2005. – 2017.).[120][121]
- Sveučilište u Dubrovniku, preddiplomski i diplomski studij konzervacije-restauracije metala (od 2005.).Nastavu vode talijanski stručnjaci, uz obaveznu praksu u Italiji. Treba naglasiti da se nastava odvija u suradnji s Instituto per l arte e il restauro Palazzo Spinelli iz Firence, komercijalno orijentiranom institucijom, koja je u svojoj matičnoj zemlji tek od 2014. imala pravo izvođenja petogodišnjeg studija, a studija konzervacije restauracije tek od 2015.[122] Konzervaciju metala predavao je do 2013. Giancarlo Marini (1936. – 2019.), samouki talijanski kipar i keramičar, do 2016. Kristina Kojan Goluža(ali i 2019./2020.), školovana keramičarka, a sada je osim nje predaju(dala otkaz danas živi i radi u Beču) i Marta Kotlar, odnosno Josip Kralik[123][124][125][126][127][128] Treba naglasiti da je do 2016. godine u nastavi sudjelovala te čak bila mentor i član ispitnog povjerenstva za diplomske radove i osoba sa srednjom stručnom spremom.[129][130]
- Konzervacija metala predavala se je i na Akademiji likovnih umjetnosti u Zagrebu, kao izborni predmet (predavač Mr. Art Dragan Dokić preminuo je početkom 2013.).[131][132] Unatoč prestanku rada, studenti i dalje pišu diplomske radove na te teme.[133]

### Mogućnosti stručnog usavršavanja
Trenutačno u Hrvatskoj ne postoji nikakav program sustavnog stručnog usavršavanja u području konzervacije restauracije metala, niti za osobe zaposlene u muzejima niti za one koji rade u HRZ ili privatno (uostalom treba spomenuti da je HRZ svoju središnju radionicu za konzervaciju metala ukinuo prije par godina,dok onu preostalu u Zadru vodi osoba sa srednjom stručnom spremom,no osoba sa srednjom stručnom spremom vodila je i ugašenu zagrebačku radionicu). Osobe koje odlaze na stručno usavršavanje ili stručne skupove izvan Hrvatske nemaju obavezu podjele stečenih iskustava putem javno objavljenih izviješća ili predavanja.

### Obrazovna struktura osoba koje rade na konzervaciji metala u Hrvatskoj
Glede osoba koje rade na konzervaciji restauraciji metala u muzejima, Hrvatskom restauratorskom zavodu ili samostalno velik je problem što većina spomenutih nema nikakovo službeno priznato konzervatorsko restauratorsko obrazovanje vezano uz konzervaciju metala (osim već spomenute Mr. Art. Maje Velicogna Novoselac), te ih dobar dio ima samo srednju stručnu spremu.
| Ukupan broj | Muzeji | HRZ | Samostalno | Rade isključivo na metalu | Školovani restaurator metala | VSS | SSS                            |
| ----------- | ------ | --- | ---------- | ------------------------- | ---------------------------- | --- | ------------------------------ |
| 34          | 19     | 5   | 10         | 11                        | 1                            | 20  | 13 (za 2 osobe nema podataka!) |

- stanje kolovoz 2012., izvor podataka web stranica MDC-a, web stranica HRZ-a, za samostalne web stranice Ministarstva kulture.[134] Danas je situacija ipak nešto bolja – barem što se tiče broja obrazovanih restauratora, pitanje kvalitete ovih kadrova druga je priča(mogu li se isti uspoređivati s kadrovima školovanim u visokorazvijenim Europskim zemljama – ako kao odraz stanja ovog školovanja uzmemo javno dostupne diplomske radove definitivno ne[135]), najmanje je 5 osoba diplomiralo konzervaciju metala u Splitu, najmanje jedna u Zagrebu, a određen broj ljudi završio je studij u Dubrovniku (no nijedna od ovih osoba nije uposlena niti u muzejima, niti u HRZ, dok 1 osoba nudi svoje usluge putem interneta).[136][137]

Godine 2016. od prije spomenutih jedan se zaposlio u Gradskom muzeju u Sisku(godine 2018. broj zaposlenih specijalistički školovanih restauratora metala popeo se na 4 ,po jedan u Zagrebu,Sisku i Osijeku,te Zadru,svi navedeni diplomirali u Dubrovniku).
Najgora je situacija u slučaju onih koji samostalno obavljaju konzervatorsko restauratorsku djelatnost, tu nebriga i nezainteresiranost nadležnih institucija u potpunosti dolazi do izražaja te se licence za rad dodjeljuju raznim obrtnicima (zlatarima, kovinopojasarima, ljevačima umjetnina, samozvanim restauratorima motornih vozila), redom bez ikakovog konzervatorsko restauratorskog obrazovanja u području konzervacije metala, ovdje pak nije naodmet spomenuti da u primjerice Njemačkoj obrtnik koji želi raditi na kulturnoj baštini mora imati zvanje majstora, te mora proći višemjesečno doškolovanje o svom trošku(zavisno o obrtu, u slučaju zlatarstva oko 9 mjeseci, u slučaju kovačkog obrta oko 18 mjeseci), a svoje usluge smije nuditi samo unutar stečene kompetencije.
Kod nas pak licenca za rad našim "stručnjacima" omogućava rad na svim oblicima kulturne baštine od metala, bilo da se radi o povijesnim, arheološkim ili tehničkim te etnografskim predmetima.
Posebna su tema u ovom kontekstu sakralni predmeti, jer kod nas rad na istima zasada nije zakonski temeljito reguliran pa je devastacija pojedinih objekata još uvijek česta (vjerske zajednice mogu ove poslove sklapati po vlastitom nahođenju, pa i s osobama koje nisu školovani ili državno ispitani konzervatori restauratori metala, kako konzervator restaurator metala kod nas nije zakonom regulirano zanimanje svatko se može predstavljati kao konzervator restaurator metala,prije svega ovu tezu zastupaju neki umjetnici likovnih odnosno primijenjenih umjetnosti,kao i neki obrtnici,smatraju da već sama činjenica da to što znaju izrađivati nove predmete znači i da su najkvalificiraniji za njihovu konzervaciju restauraciju,te da shodno tome nisu dužni polagati stručni ispit za konzervatora restauratora metala!).Praktički cijela riznica zagrebačke katedrale
opustošena je galvanskom pozlatom te strojnim poliranjem (navodno se u dokumentarnom filmu Ljiljane Bunjevac Filipović iz 2015. s ponosom pokazuje i zlatar koji je dio toga i izveo – protiv ove se pojave pokojni povjesničar umjetnosti i konzervator Ivo Lentić ,naš sve do danas najveći stručnjak za sakralno zlatarstvo borio cijeli svoj život, nažalost izgleda uzaludno).
Problem predstavlja i činjenica da primjerice restauratori školovani za rad na slikama ili polikromiranoj drvenoj skulpturi vrlo često i bez problema nude svoje usluge i u područjima za koja nisu kompetentni, poput konzervacije metala, stakla, keramike, namještaja i sl. Trenutačno važeći propisi spomenutima i dalje omogućuju da bez problema polože i stručni ispit za konzervatora restauratora metala (dakako vrlo težak i temeljit ,nije zabilježeno da netko nije isti položio barem iz drugog pokušaja).
Ovdje je potrebno spomenuti da sukladno Europskom kvalifikacijskom okviru, te preporukama Europske konfederacije konzervatorsko restauratorskih organizacija ECCO, i ICOM- ovoj definiciji struke iz 1984., osobe sa srednjom stručnom spremom niti ne mogu samostalno izvoditi konzervatorsko restauratorske zahvate, niti je isto predviđeno, za samostalan rad zahtijeva se razina školovanja u rangu magistra umjetnosti(znači petogodišnje školovanje u području konzerviranja restauriranja metala).
 Kod nas pak osobe sa srednjom stručnom spremom mogu samostalno obavljati konzervatorsko restauratorske poslove, odnosno smatra ih se usprkos gore rečenom kompetentnim i sposobnim da samostalno odlučuju o sudbini djela kulturne baštine (ovaj na europskoj razini unikatan stav očito podupire i Ministarstvo kulture).
No u visokorazvijenim zemljama EU,poput primjerice Njemačke,Francuske i Italije čak niti prvostupnici ne mogu samostalno izvoditi zahvate na kulturnoj baštini, za ovaj posao smatraju se sposobnim isključivo osobe koje su završile četvero ili peterogodišnji studij konzerviranja restauriranja,te na taj način stekle zvanje magistra struke.

## Školovanje u svijetu

### Sjeverna Amerika
- Sjedinjene Američke Države

1. Buffalo State College, Art Conservation Department, objects specialization
2. UCLA/Getty Masters Program – Conservation of Archaeological and Ethnographic Materials
3. Winterthur/University of Delaware Program in Art Conservation, objects specialization

- Kanada

1. Queens University, Art Conservation, objects specialization
2. Fleming College, Collections Conservation and Management

- Meksiko: Escuela nacional de conservacion, restauracion y museografia, Ciudad de Mexico, Diplomado de Especialización en Patrimonio Metálico

### Južna Amerika
- Čile: Centro Nacional de Conservacion y Restauracion, Santiago de Chile, konzervacija arheoloških, etnografskih i povijesnih predmeta

- Perú: Universidad Nacional Mayor de San Marcos, Escuela academico profesional de Conservación y Restauración

- Brazil: Universidade Federal de Pelotas, Instituto de Ciências Humanas, Laboratório Multidisciplinar de Investigação Arqueológica (LÂMINA)

### Afrika
- Egipat: Conservation Department, Faculty of Archaeology, Cairo University; Conservation Department, Faculty of Archaeology, Fayoum University

- Južnoafrička Republika: The South African Institute for Objects Conservation, Joubertina, Eastern Cape, metals conservation

### Australija
- The University of Melbourne, Centre for Cultural Materials Conservation

### Europa
- Austrija: Universitaet fuer Angewandte Kunst, Beč, Konzervacija restauracija objekata(od 1964. do 2000. studij restauracije metala, od 2000.studij restauracije objekata)

- Belgija: Koninklijke Academie voor schone kunsten, Antwerpen, konzervacija metala

- Češka Republika: Konzervování-restaurování uměleckořemeslných děl z kovů, Turnov; Restaurování kovů, Vyšší odborná škola restaurátorská, Písek

- Danska: The Royal Danish Academy of Fine Arts, School of Conservation, Kopenhagen

- Francuska: 
  1. Université Panthéon-Sorbonne Paris I, Pariz, Odjel konzervacije i restauracije kulturne baštine, Fakultet umjetnosti i arheologije
  2. Institut de Formation des Restaurateurs d’Oeuvres d'Art, Pariz
  3. Institut National du Patrimoine, Saint-Denis La Plaine, konzervacija metala

- Finska: Metropolia University of Applied Sciences, Helsinki, konzervacija objekata

- Grčka: Technological Educational Institution (TEI), Atena

- Njemačka

1. Roemisch Germanisches Zentralmuseum, Mainz, konzervacija arheoloških predmeta
2. Hochschule fuer Technik und Wirtschaft, Berlin, arheološka i povijesna kulturna dobra
3. Staatlische Akademie der Bildende Kuenste, Stuttgart, restauriranje umjetničkoobrtničkih, arheoloških i etnografskih objekata
4. Fachhochschule Potsdam, konzervacija metala (zatvoren 2021.!)[145]

- Mađarska: Akademija lijepih umjetnosti, Budimpešta, konzervacija metala i zlatarskih radova (od 1974. u suradnji s Madarskim Nacionalnim Muzejem)

- Italija: Instituto Centrale per il Restauro, Rim

- Nizozemska: Universiteit van Amsterdam, Amsterdam, MA konzervacije metala

- Poljska: Nicolaus Copernicus Universitet u Torunu, Institut za umjetnost, odjel konzervacije i restauracije povijesnih i umjetničkih djela, konzervacija metala

- Portugal: Faculdade de Ciências e Tecnologia da Universidade Nova, Lisboa

- Ujedinjeno Kraljevstvo

1. West Dean College, konzervacija metala
2. University of Sussex, konzervacija metala

- Španjoska

1. Universidad de Granada, Grado en conservación y restauración de bienes culturales
2. Escuela Superior de Conservación y Restauración de Bienes Culturales, Madrid, Especialidad de bienes arqueológicos
3. Escuela Superior de Conservación y Restauración de Bienes Culturales, Barcelona, Especialidad de bienes arqueológicos
4. Escuela Superior de Conservación y Restauración de Bienes Culturales, Pontevedra, Especialidad de bienes arqueológicos

- Švicarska: La Chaux de Fonds, Haute Ecole de Conservation-restauration Arc, konzervacija objekata

- Ukrajina: Umjetnička akademija u Lvivu, konzervacija metala

- Ruska Federacija: Факультет искусства реставрации Московской государственной художественно-промышленной академии им.С. Г. Строганова – katedra konzervacije metala

### Azija
- Indija: National Museum Institute of History of Art, Conservation and Museology; Ministry of Culture, Government of India, New Delhi

- Pakistan: Konzervacija metala, Hazara University, Mansehra

- Iran

1. Umjetnički univerzitet u Isfahanu, Fakultet konzervacije, odjel konzervacije umjetničkih predmeta
2. Tabriz Islamic Art University, odjel konzervacije

- Katar: University College London, u suradnji s Qatar Foundation i Qatar Museums Authority, Doha, konzervacija objekata

- Turska: Gazi University, Faculty of Fine Arts, Ankara, odjel konzervacije

- Jordan: Faculty of Archaeology and Anthropology, Yarmouk University

## Zakonska regulativa i zaštita prava konzervatora restauratora metala u Hrvatskoj
Ako izuzmemo opće zakonske akte rad konzervatorsko-restauratorske službe, pa i konzervatora restauratora metala u Hrvatskoj danas prije svega određuju sljedeći propisi
Za restauratore i restauratore tehničare koji rade u Hrvatskom restauratorskom zavodu,Hrvatskom državnom arhivu,Nacionalnoj i sveučilišnoj knjižnici,te samostalno,odnosno za restauratore i preparatore koji rade u muzejima:
- Pravilnik o stručnim zvanjima za obavljanje poslova na zaštiti i očuvanju kulturnih dobara te uvjetima i načinu njihova stjecanja (NN 104/19 na snazi od 8.11.2019.)
- Pravilnik o uvjetima za dobivanje dopuštenja za obavljanje poslova na zaštiti i očuvanju kulturnih dobara (NN 98/18)

## Slobodni software
- The Use of Expert Systems in Conservation[146]
- The Modular Cleaning Program[147]
- CDS -D 3.2.2. – besplatni američki program za vođenje restauratorske dokumentacije,za današnje pojmove(2018.) ponešto zastarjelog korisničkog sučelja,Windows Xp kompatibilan,no i dalje uporabljiv[148]
- ACORN (A COnservation Records Network), besplatno američko web bazirano radno okružje za dokumentiranje konzervatorsko restauratorskih zahvata  Arhivirana inačica izvorne stranice od 13. rujna 2018. (Wayback Machine)
- Fragment Reassembler,slobodni software za prepoznavanje dijelova i sastavljanje fragmentiranih predmeta[149]
- Besplatni operativni sustavi: sve Linux distribucije (npr. Debian, Ubuntu, Fedora, Slackware,Puppy Linux...)
- Besplatne alternative Microsoft Word(R)-u: OpenOffice.org,LibreOffice, AbiWord[150]
- Uređivanje fotografija:GIMP, VIPS,[151] ImageJ[152]
- Slobodni preglednici slika:GQview, Xnview,IrfanView
- Stolno izdavaštvo, izrada plakatnih prezentacija: Scribus[153]
- Besplatna open source baza podataka,alternativa Microsoft Acess-u i FilemakerPro-u : Glom[154]
- Freecorp-simple corrosion prediction software[155]
- DiscoveryMat software[156]

### Temeljna literatura
- Corrosion and metal artifacts : a dialogue between conservators and archaeologists and corrosion scientists, Washington 1977.(online)
- Conservation & restoration of metals : proceedings of the symposium held in Edinburgh, 30-31 March, 1979., Edinburgh 1979.
- Stambolov, T. The corrosion and conservation of metallic antiquities and works of art – a preliminary survey, Amsterdam 1985.
- Corrosion inhibitors in conservation:The Proceedings of the conference held by UKIC in association with the Museum of London, London 1985.
- Conservation of metal statuary and architectural decoration in open-air exposure: symposium, Paris, 6. – 8. X. 1986 = Conservation des oeuvres d'art et décorations en métal exposées en plein air, Rim 1987.(online)
- Pearson, C. Conservation of Marine Archaeological Objects, London 1987.
- Agraval,O.P. Conservation of metals in humid climate,Rim/Lucknow 1987.(online)
- Townsend, J. H.; Child, R. E. Modern metals in museums, Cardiff 1988.
- Metals Conservation: 7th International Restorer Seminar, Veszprem, Veszprem 1989.
- Brown, B. ; Burnett, H. ; Chase, W. T. ; Goodway, M., Corrosion and metal artifacts : A dialogue between conservators and archaeologists and corrosion scientists, Houston NACE 1991,
- METAL, trijenalna međunarodna konferencija ICOM-CC radne  grupe za konzervaciju metala ,popratni tiskani ili pdf materijali,(1995,1998,2001,2004,2007,2010,2013,2016,2019,2022 )
- Scott, D. A. Metallography and Microstructure of Ancient and Historic Metals, Santa Monica 1991.(online)
- Scott, D. A. Ancient and Historic Metals-Conservation and Scientific Research, Santa Monica 1994.(online)
- Scott, D. A. Copper and Bronze in Art-Corrosion, Colorants, Conservation, Los Angeles 2002.(online)
- Scott, D. A. Iron and Steel in Art-Corrosion, Colorants, Conservation, London 2009.
- Scott, D. A. Ancient Metals: Microstructure and Metallurgy Volume I, Los Angeles 2011.
- Scott, D. A. Gold and Platinum Metallurgy of Ancient Colombia and Ecuador.: Ancient Metals: Microstructure and Metallurgy Volume II, Los Angeles 2012.
- Scott, D. A. Ancient Metals: Microstructure and Metallurgy Volume III Catalogue of Ancient Colombian Data., Los Angeles 2012.
- Scott, D. A. Ancient Metals: Microstructure and Metallurgy Vol. IV: Iron and Steel., Los Angeles 2013.
- Scott ,D.A.,Schwab,R. Metallography in Archaeology and Art,New York 2019.
- Argyropoulos,V. Metals and Museums in the Mediterranean, Athens 2008.
- Jain Kamal K., Narain Shyam, Iron Artifacts :History, Metallurgy, Corrosion and Conservation, New Delhi, 2009.
- Shyan Naraian,Uma Shankar Lal Ancient Bronzes: History, Metallurgy, Corrosion and Conservation,New Delhi 2012.
- Selwyn, L. Metals and Corrosion-A Handbook for Conservation Professional, Ottawa 2004.
- Draymann-Weiser, T. Gilded Metals-History, Technology, Conservation, London 2000.
- Draymann-Weiser, T. Dialogue/89 – The conservation of bronze sculpture in the outdoor environment : a dialogue among conservators, curators, environmental scientists, and corrosion engineers, Houston 1992.
- Dillman, P.; Beranger, G.; Piccardo, P.; Matthiesen, H. Corrosion of metallic heritage artefacts-Investigation, Conservation and Prediction of long term behaviour, Cambridge 2007.
- Cronyn, J. M. The Elements of Archaeological Conservation, London 1990.
- Turner-Walker, G. A Practical Guide to the Care and Conservation of Metals, Taipei 2008.(online)
- Rodgers, B. The Archaeologist Manual for Conservation-A Guide to Non-toxic, Minimal Intervention Artifact Stabilization, New York 2004.
- Stuart, B. Analytical Techniques in Materials Conservation, Chichester 2007.
- May, E.; Jones, M. Conservation Science-Heritage Materials, Cambridge 2006.
- Untracht, O. Metal Techniques for Craftsmen, New York 1968.
- La Niece, S.; Craddock, P. Metal Plating and Patination: Cultural, Technical and Historical Develpoments, Boston 1993.
- Anheuser, K.; Werner, C.(Eds.) Medieval Reliquary Shrines and Precious Metalwork / Châsses-reliquaires et Orfèvrerie Médiévales, London 2006.
- Horie, C. V. Materials for Conservation, Oxford 2010.
- Smith, R. D. Make all sure : the conservation and restoration of arms and armour, Leeds 2006.
- Appelbaum, B. Conservation Treatment Methodology, New York 2007.
- Practical Building Conservation:Metals, Farnham 2012.
- Ed. P. Dillmann, D. Watkinson, E. Angelini, A. Adriaens, Corrosion and conservation of cultural heritage metallic artefacts, Cambridge 2013.
- Risser, E.;Saunders, D. The Restoration of Ancient Bronzes – Naples and Beyond, Los Angeles 2013.(online)
- Ghoniem, M. A. Corrosion Inhibitors For Archaeological Copper – Conception, Mechanism and Testing, Saarbrucken 2012.
- Yu. J.;Lee. H.;Go. I. Conservation of metal objects, Daejeon 2012.
- Mitchell,D.S. Conservation of Architectural Ironwork, London 2016.
- Costa,V. Modern Metals in Cultural Heritage – Understanding and Characterization,Los Angeles 2019.
- Aluminum: History, Technology and Conservation,Washington 2019.(online)
- Scott,D.A. ,Schwab,R. Metallography in Archaeology and Art,Cham 2019.
- Branch,L. Bronze Behaving Badly: Principles of Bronze Conservation,London 2020.
- Williams,A.;Dowen,K.(Eds.) Arms & Armour History, Conservation and Analysis, Essays in Honour of David Edge,London 2021.
- GUIDELINES FOR THE TECHNICAL EXAMINATION OF BRONZE SCULPTURE, EDS. BOURGARIT, D., BASSETT, J., BEWER,F.G, HEGINBOTHAМ,A., LACEY,A. and MOTTURE,P. , Los Angeles 2025.

### Važniji naslovi na drugim jezicima (osim engleskog)
- Heinrich, P. (Hrsg.) Metallrestaurierung, München 1994.
- Stambolov, T.; Bleck, R. D.; Eichelmann, N. Korrosion und Konservierung von Kunst und Kulturgut aus Metall, Weimar I/1987.(online)  Arhivirana inačica izvorne stranice od 19. prosinca 2014. (Wayback Machine), II/1988.(online)  Arhivirana inačica izvorne stranice od 19. prosinca 2014. (Wayback Machine)
- Mourey, W. La conservation des antiquités métalliques, du chantier de fouilles au musée, Draguignan 1987.
- Leoni, M. Elementi di metallurgia applicata al restauro delle opera d'arte. Corrosione e conservazione dei manufatti metallici, Firenca 1984.
- Volfovsky, C.; Philippon, J. La Conservation des metaux, Paris 2001.
- Marabelli, M. Conservazione e restauro dei metalli d`arte, Rim 1995.
- Marabelli,M. Conservazione e restauro dei metalli d'arte. Vol. 2,Rim 2007.
- Schemahanskaya, M. S. Restavraciya metalla, Moskva 1989. (online)
- Никитин, М. К., Мельникова, Е. П. ХИМИЯ В РЕСТАВРАЦИИ. СПРАВОЧНОЕ ПОСОБИЕ.; Lenjingrad 1990. (poglavlje o konzervaciji metala)(online)  Arhivirana inačica izvorne stranice od 11. studenoga 2012. (Wayback Machine)
- Minzhulin, O. I. Restavraciya tvoriv z metalu, Kijev 1998.
- Anna Grelle Iusco: Matrici metalliche incise. Il problema della conservazione e restauro dalla calcografia romana all'Istituto nazionale per la grafica,Rim1998.
- Catello, D. Il restauro delle opere in argento. Restoration of silver artifacts, Napulj 2008.
- Meissner, B.; Doktor, A.; Mach, M. Bronze und Galvanoplastik-Geschichte-Materialanalyse-Restaurierung, Dresden 2000.(online)
- Mach, M. Metallrestaurierung/Metal Restoration, München 1997.(online)  Arhivirana inačica izvorne stranice od 29. ožujka 2018. (Wayback Machine)
- Ferreira Da Silva,A.C;Menino Homem,P.(Eds.)Ligas Metalicas Investigacao e Conservacao,Porto 2008.((online)
- Krist, G. Metallrestaurierung-Metallkonservierung:Geschichte, Methode und Praxis, Beč 2009.
- Schmidt-Ott, K. Das Plasma in der Metallkonservierung-Moeglichkeiten und Grenzen, Zurich 2009.(online  Arhivirana inačica izvorne stranice od 6. rujna 2015. (Wayback Machine))
- Anheuser, K. Im Feuer Vergoldet, AdR-Schriftenreihe zur Restaurierung und Grabungstechnik, Band 4 / 1998.
- Diaz Martinez, S.; Garcia Alonso, E. Tecnicas metodologicas aplicadas a conservacion-restauracion del patrimonio metalico, Madrid 2011. (online)
- Barrio Martin, J.; Chamon Frenandez, J. Proyecto Dorados: tecnología, conservación y restauración de los metales dorados medievales, Madrid 2011.
- La técnica radiográafica en los metales históricos(English translation included), Madrid 2011. (online)
- Salvi, A. Meteo e metalli. Conservazione e restauro delle sculture al aperto. Dal Perseo all arte contemporanea, Firenca 2007.
- S. Siano (a cura di): Pulitura laser di bronzi dorati e argenti,Firenca 2008.
- Bruecke, D. Die Konservierung pigmentierter Altbeschichtungen auf Stahlbauten, Saarbrücken 2011.
- Fischer, A. Reste von organischen Materialien an Bodenfunden aus Metall – Identifizierung und Erhaltung für die archäologische Forschung, München 1997.
- Schlaepfer, B. R. Metais: Restauracao e conservacao, Rio de Janeiro 2009.
- Gaomez Moral, F. Conservacion De Metales De Interes Cultural, Quito 2004.
- Krause, J. Sarkofagi cynowe: problematyka technologiczna warsztatowa i konserwatorska, Torun 1995.
- Mach, M.; Moetnner, P. Zinkguß, die Konservierung von Denkmälern aus Zink, München 1999.
- Barrandon, J. N.; Meyer-Roudet, H. A la recherche du métal perdu : nouvelles technologies dans la restauration des métaux archéologiques, Paris 1999.
- Mottner, P., et al. Laser Cleaning of Metal Surface – Laboratory Investigations, eds., Springer Berlin Heidelberg, 2005. ISBN 978-3-540-27176-5
- Ronald Gobiet (Ed.), Die Salzburger Mariensäule – Zur Konservierung monumentaler Bleiplastiken / Sulla conservazione dei monumenti in piombo, Salzburg 2006.
- Letardi, P.; Trentin, I.; Cutugno, G. Monumenti in bronzo all'aperto. Esperienze di conservazione e confronto., Genova 2004.
- Melucca Vaccaro, A.; De Palma, G. I Bronzi di Riace : restauro come conoscenza : 1: archeologia, restauro, conservazione, vol. 1, Rim 2003.
- Born, H. Restaurierung Antike Bronzewaffen, Mainz 1993.
- Brueggerhoff, S.; Koenigfeld, P. Farbige Eisengitter der Barockzeit: Beiträge zu Geschichte und Funktion, Korrosion und Konservierung, Bochum 2002.
- Knaut, M.; Jeberien, A. (Hrsg.): Adel verpflichtet – Forschungen und Ergebnisse zur Konservierung und Restaurierung der barockzeitlichen Särge vom Schlossplatz Berlin-Mitte, Berlin 2012.
- Barrio, J.; Cano, E. (Editores). MetalEspaña ’08. Congreso de Conservación y Restauración del Patrimonio Metálico. UAM-CSIC, Madrid 2009.
- Konzervování a restaurování kovů. Ochrana předmětů kulturního dědictví z kovů a jejich slitin, Brno 2011.
- Safarzynski, S.; Weker, W. Wprowadzenie do sztuki konserwacji metalu, Varšava 2010.
- Dolcini, L. Il restauro delle oreficerie:aggiornamenti, Milano 1996.
- Catello, C. Argenti antichi: tecnologia restauro conservazione: rifacimenti e falsificazioni, Napulj 1994.
- Conservation of Metal Objects, National Research Institute of Cultural Heritage, Daejeon(S.Korea)

2012. 
- Schmutzler,B. Rettung vor dem Rost, Rahden 2012.
- Landesamt f. Denkmalpfl. u. Archäologie Sachsen-Anhalt (Hrsg.):Die Merseburger Fürstengruft Geschichte, Zeremoniell, Restaurierung,Halle 2013.
- Kuhn,H.;Emerling,E. Werke aus Kupfer, Bronze und Messing,München 2014.
- Projecto Coremans :Criterios de intervención

en materiales metálicos/Intervention criteria for
metallic materials,Madrid 2015.(online)
- Actas del II Congreso de Conservación y Restauración del Patrimonio Metálico. MetalEspaña 2015

(online)
- Krack,E. Konservierungswissenschaft schreibt Geschichte Objektrestaurierung an der Angewandten – Ein Beitrag zur Entwicklungsgeschichte der Konservierungs – wissenschaft und Restaurierung,Wien 2012.

(online)  Arhivirana inačica izvorne stranice od 15. rujna 2016. (Wayback Machine)
- Berger,D. Bronzezeitliche Färbetechniken an Metallobjekten nördlich der Alpen,Halle 2012.(online)
- Jaschke,M.,Stähle,R.:Kostbare Einbandbeschläge an armenischen Handschriften,Wiesbaden 2015.
- Vančevska,D., Bozaroska Pavlovska,B. Konzervacija na metalni arheološki predmeti,Skopje 2013.
- Clerbois,S. La conservation-restauration des métaux archéologiques :des premiers soins à la conservation durable, Liege 2015.
- Rossi,S. Il restauro delle oreficerie,Firenca 2020.
- Barrio Martín,J. (Ed.) Conservación y restauración de materiales metálicos,Madrid 2021.

### Važne starije knjige
- Voss, A. Merkbuch, Altertümer auszugraben und auszibewahren. Eine Anleitung für das Verfahren bei Ausgrabungen, sowie zum Konserviren vor- und frühgeschicht Alterthümer. Greg. auf Veranlassung des Hrn. Ministers der geistl., Unterrichts- und Medizinal Angelegenbeiten. Berlin: Mittler und Sohn, 1888. ([ http://www.eifelkeramik.de/Download/files/Merkbuch.pdf  Arhivirana inačica izvorne stranice od 20. lipnja 2020. (Wayback Machine) online])
- Rathgen, F. Die Konservierung von Altertumsfunden, Berlin 1898. (englesko izdanje online)
- Rathgen, F.“Über die Erhalting von Altertumsfunden aus Metall.” P, Mainz, 1904.
- Flinders Petrie, W. M. Method and Aims in Archaeology, London 1904. (online)
- Rosenberg, G. Antiquités en fer et en bronze : leur transformation dans la terre contenant de l'acide carbonique et des chlorures et leur conservation, Copenhagen 1917.
- Scott, A. The cleaning and restoration of museum exhibits (report upon investigation conducted at the British Museum, Department of Scientific and Industrial Research), London 1921.
- Scott, A. The cleaning and restoration of museum exhibits, 2d report. British Museum, Department of Scientific and Industrial Research. London 1923.
- Fink, C. G.; Eldridge, C. H. The restoration of ancient bronzes and other alloys, New York 1925.(online)
- Galnbek, I. A. Očistka i sohranenie metaličeskih predmetov drevnosti, Lenjingrad 1927.
- Scott, A. The cleaning and restoration of museum exhibits, 3d report. British Museum, Department of Scientific and Industrial Research. London 1926.(Rusko izdanje online  Arhivirana inačica izvorne stranice od 3. prosinca 2013. (Wayback Machine))
- Nichols, H. W. Restoration of ancient bronzes and cure of malignant patina. Chicago 1930.(online)
- Lucas, A. Antiques: Their restoration and preservation, London 1932. (online)
- Plenderleith, H. J. The preservation of Antiquities, London 1934.
- Očerki po metodike tehnologičeskog issledovanija restavracii i konservacii drevnih metaličeskih izdelij, Moskva 1935. (online  Arhivirana inačica izvorne stranice od 22. svibnja 2012. (Wayback Machine))
- Farmakovskiy, M. V. Konservacija i restavracija muzeinih kollekcij, Moskva 1946. (online  Arhivirana inačica izvorne stranice od 15. listopada 2011. (Wayback Machine))
- Plenderleith, H. J. The Conservation of Antiquities and Works of Art, London 1956.(online)
- Gustav Mazanetz. Erhaltung und Wiederherstellung von Bodenfunden. Bronze, Eisen, Gold, Silber, Blei, Zinn. Beč 1960.

- France-Lanord, A. La conservation des antiquites metalliques, Paris 1962.
- Grupa autora: Konserwacja zabitkow metalowych,Varšava 1963.
- Pelikan. J. B., Čupr, V. Zaklady konzervace kovu v muzeich, Prag 1963.
- Sbornik statei po voprosam konzervacii i restavracii muzeinih objektov iz metala,Сообщения ВЦНИЛКР. № 13. – М. 1964 ((online)

## Vanjske poveznice vezane za konzervaciju metala
Konzervacija metala u svijetu
- BROMEC Bulletin of Research on Metal Conservation,online časopis radne grupe za konzervaciju metala međunarodnog muzejskog savjeta ICOM CC,na francuskom,engleskom i španjolskom jeziku

- ICOM-CC WG Metals-radna grupa za konzervaciju metala komiteta za konzervaciju međunarodnog muzejskog savjeta,u sklopu radne grupe postoji i više specijaliziranih podgrupa – za konzervaciju arheološkog željeza,za primjenu elektrokemijskih tehnika,za konzervaciju emajla,za konzervaciju industrijske baštine. Radna grupa izdaje i internet časopis BROMEC,posvećen istraživanjima u području konzervacije metala
- Facebook stranica ICOM WG Metals
- MetalsConsnInfo- stranica podržana od radne grupe za konzervaciju metala ICOM-CC, namijenjena studentima konzervacije metala,te onima koji nisu članovi ICOM-a  Arhivirana inačica izvorne stranice od 24. rujna 2013. (Wayback Machine).U sklopu ove stranice nalazi se i podstranica Metals Conservation Catalog s velikom zbirkom vanjskih poveznica vezanih uz konzervaciju metala(trenutačno 300 poveznica!).
- MEDAL projekt -od EU podržan projekt posvećen konzervaciji arheoloških metalnih predmeta na Mediteranu  Arhivirana inačica izvorne stranice od 27. travnja 2012. (Wayback Machine)
- ICON Metals Group
- Metals Conservation Discussion Group

Konzervacija metala u Hrvatskoj
- Umjetnička akademija u Splitu, odsjek za konzervaciju metala  Arhivirana inačica izvorne stranice od 24. rujna 2020. (Wayback Machine)
- Čišćenje,zaštita i odražavanje umjetničkih predmeta i starina od metala,verzija 2025.
- Erdelji,R. Konzervatorsko-restauratorska obrada arheoloških metalnih predmeta  Arhivirana inačica izvorne stranice od 6. svibnja 2024. (Wayback Machine)
- Karmen Milić Utjecaj abraziva za pjeskarenje na površine obojenih metala  Arhivirana inačica izvorne stranice od 17. studenoga 2018. (Wayback Machine)
- Prezentacije posvećene znanstveno zasnovanoj konzervaciji metala(restauratorska radionica na 12.AKM seminaru u Poreču 2008.)
- Hrvatski Apoksiomen  Arhivirana inačica izvorne stranice od 6. srpnja 2017. (Wayback Machine)
- Priča o dubrovačkim zelencima
- Marušić,K. Protection of patinated bronze by non toxic inhibitors,doktorska teza,Zagreb 2010.
- markusi,M.. ZAŠTITA BRONČANE KULTURNE BAŠTINE EKOLOŠKI PRIHVATLJIVIM INHIBITOROM KOROZIJE,Zagreb 2015.  Arhivirana inačica izvorne stranice od 25. rujna 2017. (Wayback Machine)